# 1928년 동계 올림픽 라트비아 선수단
1928년 동계 올림픽 라트비아 선수단은 스위스 장크트모리츠에서 개최된 1928년 동계 올림픽에 참가한 올림픽 라트비아 선수단이다. 총 1명이 스피드 스케이팅에 참가하였으며, 메달 획득에는 실패하였다.

## 스피드 스케이팅

### 남자
| 선수          | 종목  | 경주   | 경주 |
| 선수          | 종목  | 기록   | 순위 |
| ------------- | ----- | ------ | ---- |
| 알베르츠 룸바 | 500m  | 46.3   | 16   |
| 알베르츠 룸바 | 1500m | 2:28.9 | 14   |
| 알베르츠 룸바 | 5000m | 9:19.7 | 15   |

## 참조
- Comité Olympique Suisse (1928). “Résultats des Concours des IImes Jeux Olympiques d'hiver” (PDF) (프랑스어). Lausanne: Imprimerie du Léman. 2011년 2월 16일에 원본 문서 (PDF)에서 보존된 문서. 2008년 6월 10일에 확인함.
- sports-reference